# Halopiger
A Halopiger a Halobacteriaceae családba tartozó Archaea nem. Az archeák – ősbaktériumok – egysejtű, sejtmag nélküli prokarióta szervezetek. Fajai: Halopiger xanaduensis, és Halopiger aswanensis.

### Tudományos folyóiratok
- (2014. június 15.) „Non-contiguous finished genome sequence and description of Halopiger goleamassiliensis sp. nov.”. Standards in genomic sciences 9 (3), 956–9. o. DOI:10.4056/sigs.4618288. PMID 25197441. (Hozzáférés: 2014. november 13.)
- Gutiérrez MC, Castillo AM, Kamekura M, Xue Y, Ma Y, Cowan DA, Jones BE, Grant WD, Ventosa A (2007). „Halopiger xanaduensis gen. nov., sp., an extremely halophilic archaeon isolated from saline Lake Shangmatala in Inner Mongolia, China”. Int. J. Syst. Evol. Microbiol. 57 (Pt 7), 1402–1407. o. DOI:10.1099/ijs.0.65001-0. PMID 17625165.
- Oren A, Ventosa A (2000). „International Committee on Systematic Bacteriology Subcommittee on the taxonomy of Halobacteriaceae. Minutes of the meetings, 16 August 1999, Sydney, Australia”. Int. J. Syst. Evol. Microbiol. 50, 1405–1407. o. PMID 10843089.
- Hezayen, F.F.; Gutiérrez, M.C.; Steinbüchel, A.; Tindall, B.J.; Rehm, B.H.A. (2010). „Halopiger aswanensis sp. nov., a polymer-producing and extremely halophilic archaeon isolated from hypersaline soil”. Int. J. Syst. Evol. Microbiol. 60 (3), 633–637. o. DOI:10.1099/ijs.0.013078-0. PMID 19654343.

### Tudományos könyvek
- Gibbons, NE.szerk.: RE Buchanan and NE Gibbons, eds.: Family V. Halobacteriaceae fam. nov., Bergey's Manual of Determinative Bacteriology, 8th, Baltimore: The Williams & Wilkins Co. (1974. március 20.)

### Tudományos adatbázisok
- Halopiger PubMed hivatkozásai
- Halopiger PubMed Central hivatkozásai
- Halopiger Google Scholar hivatkozásai